# کیم کانگ هون
کیم کانگ هون (کره‌ای: 김강훈؛ زادهٔ ۷ ژوئن ۲۰۰۹) بازیگر کودک اهل کره جنوبی است. او به خاطر ایفای نقش در مجموعه‌های تلویزیونی ذهن‌های جنایتکار (۲۰۱۷)، آقای آفتاب (۲۰۱۸)، وقتی کاملیا شکوفا می‌شود (۲۰۱۹)، موش (۲۰۲۱) و پسران راکتی (۲۰۲۱) شناخته می‌شود..

## فیلم‌شناسی

### مجموعه تلویزیونی
| سال       | عنوان                    | نقش                              | توضیحات                      | منابع  |
| --------- | ------------------------ | -------------------------------- | ---------------------------- | ------ |
| ۲۰۱۴–۲۰۱۵ | غرور و تعصب              | کیم چان                          |                              | [ ۴ ]  |
| ۲۰۱۶      | برگرد آجوشی              | یونگ چان                         |                              | [ ۵ ]  |
| ۲۰۱۶      | به عشق گوش کن            | دو جون سو                        |                              |        |
| ۲۰۱۷      | مدیر خوب                 | کیم سونگ ریونگ (جوانی)           |                              |        |
| ۲۰۱۷      | دزد بد دزد خوب           | جانگ دول موک (جوانی)             |                              |        |
| ۲۰۱۷      | ذهن‌های جنایتکار          | کانگ هان بیول                    |                              |        |
| ۲۰۱۷–۲۰۱۸ | اوه مرموز                | کیم جونگ سام (جوانی)             |                              |        |
| ۲۰۱۸      | آقای آفتاب               | چوی یو جین (جوانی)               |                              | [ ۶ ]  |
| ۲۰۱۸      | فرزندان هیچکس            | هان شی وان                       |                              | [ ۷ ]  |
| ۲۰۱۸      | عنبر                     | پسر                              |                              |        |
| ۲۰۱۹      | حالا با عشق تمیز کن      | یه جون                           | حضور افتخاری (قسمت ۸، ۱۵–۱۶) |        |
| ۲۰۱۹      | عشق یک کتاب پاداش است    | چا لون هو (جوانی)                | حضور افتخاری (قسمت ۲)        |        |
| ۲۰۱۹      | هتل دل لونا              | گو چان سونگ (جوانی)              | حضور افتخاری (قسمت ۱، ۱۶)    | [ ۸ ]  |
| ۲۰۱۹      | وقتی کاملیا شکوفا می‌شود  | کانگ پیل گو                      |                              | [ ۹ ]  |
| ۲۰۱۹      | کشور من                  | نام سون هو (جوانی)               | حضور افتخاری (قسمت ۲، ۴، ۷)  |        |
| ۲۰۲۰      | بازی: به سوی صفر         | گو دو کیونگ / جو هیون وو (جوانی) | حضور افتخاری                 |        |
| ۲۰۲۰      | دوباره هجده سالگی        | سو جی هو (جوانی)                 |                              |        |
| ۲۰۲۰      | استارت آپ                | نام دو سان (جوانی)               |                              | [ ۱۰ ] |
| ۲۰۲۱      | آقای ملکه                | شاه چول‌جونگ (جوانی)              |                              | [ ۱۱ ] |
| ۲۰۲۱      | موش                      | جه هون                           |                              | [ ۱۲ ] |
| ۲۰۲۱      | پسران راکتی              | لی یونگ ته                       |                              | [ ۱۳ ] |
| ۲۰۲۲      | کوچکترین پسر یک کنگلومرا |                                  |                              | [ ۱۴ ] |

### مجموعه اینترنتی
| سال  | عنوان            | نقش          | توصیحات               | منابع  |
| ---- | ---------------- | ------------ | --------------------- | ------ |
| ۲۰۲۰ | پادشاهی ۲        | یی یوم       | حضور افتخاری (قسمت ۲) | [ ۱۵ ] |
| ۲۰۲۲ | کلینیک دکتر پارک | پارک دونگ گو |                       | [ ۱۶ ] |